# Mali Iđoš (općina)
Općina Mali Iđoš je jedna od općina u Republici Srbiji. Nalazi se u AP Vojvodini i spada u Sjevernobački okrug. Po podacima iz 2004. općina zauzima površinu od 181 km² (od čega na poljoprivrednu površinu otpada 16.901 ha, a na šumsku 44 ha. Centar općine je grad Mali Iđoš. Općina Mali Iđoš se sastoji od 3 naselja. Po podacima iz 2002. godine u općini je živjelo 13.494 stanovnika, a prirodni priraštaj je iznosio -9.4 %. Po podacima iz 2004. broj zaposlenih u općini iznosi 2.081 ljudi. U općini se nalaze 3 osnovne škole.

## Etnički sastav
- Mađari 7.546 (55,92%)
- Crnogorci 2.812 (20,83%)
- Srbi 2.357 (17,46%)
- Romi 138 (1,02%)